# Sân bay Thisted
Sân bay Thisted (tiếng Đan Mạch: Thisted Lufthavn) (IATA: TED, ICAO: EKTS) là một sân bay phục vụ thị xã Thisted của Đan Mạch. Sân bay này thuộc sở hữu đô thị Thisted. Sân bay Thisted nằm bên quốc lộ 26 Đan Mạch, 8 km so với Hanstholm và 15 km so với Thisted.
Sân bay Thisted trước đây đã có hai chuyến bay mỗi ngày nối Thisted và thủ đô Đan Mạch Copenhagen, cung ứng bởi flying.dk cũng là đơn vị vận hành sân bay này. Flying.dk đã ngưng bay từ sân bay này từ ngày 1 tháng 1 năm 2007.
Đô thị Thisted đã ủng hộ sự hoạt động của sân bay này với kinh phí hàng năm 2,5 triệu DKK. 
Địa chỉ sân bay:
Thisted Lufthavn
Lufthavnsvej 10
DK-7730 Hanstholm
Denmark